# Rodolphe Strebelle
Rodolphe Strebelle, né à Tournai, le 22 juin 1880, et mort à Uccle, le 9 mai 1959, est un peintre belge, artiste graphique, créateur de cartons de tapis et de vitraux. Il fait partie des mouvements artistiques du fauvisme brabançon et de l'expressionnisme.

## Biographie
Rodolphe-Armand Strebelle, né à Tournai, le 22 juin 1880, est le fils d'Edmond Strebelle, négociant, et de Marguerite Dunesme. Il se marie en 1914 avec Clara Cochius qui lui donne trois fils et une fille : le peintre Jean-Marie Strebelle (1916–1989), l'architecte Claude Strebelle (1917-2010), le sculpteur Olivier Strebelle (1927-2017) et Anne-Claire Strebelle.
Il est admis à quatorze ans aux cours du soir de l'Académie royale des Beaux-Arts de Schaerbeek et, huit ans plus tard, en 1902, à l'Académie de Bruxelles. Sa famille connaissant de graves problèmes financiers, il peut poursuivre ses études grâce au soutien du peintre décorateur Adolphe Crespin qui y enseigne, l'y remarque et l'engage à près de 15 ans comme aide dans son atelier, où travaille également Henri Evenepoel. Il dira plus tard : « j'ai été artisan avant d'être artiste ».
À partir de 1902, il suit les cours de dessin à l'Académie Royale des Beaux-Arts de Bruxelles, auprès du peintre symboliste, Jean Delville et d'Isidore Verheyden. 
Il rejoint en 1912 l'atelier libre de L'Effort, où il se lie d'amitié avec Auguste Oleffe et rencontre Ferdinand Schirren et Jean Brusselmans. Selon l'historien Serge Goyens de Heusch, il affranchit sa peinture et pratique comme ses collègues brabançons un fauvisme intimiste. Grâce au poète Georges Marlow, il se consacre à la peinture en 1914 sous la direction d'Auguste Oleffe.
Dans les années 1920, il se dirige vers une forme toujours plus synthétiqueet dès 1922 et jusqu’à la fin de sa vie, il enseigne la composition décorative à l'Académie Royale des Beaux-Arts de Molenbeek-Saint-Jean.
En 1929, il rejoint le groupe Nervia fondé un an plus tôt par Anto Carte et par le peintre, Louis Buisseret, avec le soutien de l'assureur et amateur d'art, Léon Eeckman,.
En 1930, il reçoit le Prix du Hainaut récompensant des artistes de la province ayant produit dans tous les domaines de l’art « une œuvre digne d’intérêt ». 
En 1935, il est l'auteur du carton d'une des grandes tapisseries du pavillon belge de l'exposition de Paris. 
De l'année académique 1935-36 et jusqu'à celle de 1945-46, il enseigne l'Illustration du Livre et l'0rnementation appliquée aux métiers de l'Art à l'Institut supérieur des Arts décoratifs de La Cambre.
Il reçoit nombreux prix dont le prix Edmond Picard de l'Académie libre de Belgique en 1923 et devient membre de cette académie. En 1948, il reçoit également le prix René Steens. Il est reçu membre de l'Académie royale de Belgique en 1954.
À la suite de son décès à Uccle, le 9 mai 1959, il reçoit des funérailles à l'église Saint-Pierre d'Uccle et est inhumé au cimetière d'Uccle.

## Œuvre
Son œuvre de caractère intimiste est marquée par le fauvisme brabançon et le mysticisme de G. Van de Woestijne. Strebelle aborde simultanément le portrait, les sujets religieux, les marines et les scènes de la vie familiale. 

### Expositions personnelles[2]
- 1922 : Cercle Artistique et Littéraire de Bruxelles, 17-26 février.
- 1927 : Galerie Le Centaure, Bruxelles, 12-23 mars.
- 1934 : Salle Ars, Gand, 3-16 mars.
- 1938 : Salle Ars, Gand, 4-16 décembre.
- 1942 : Galerie Pierre Breughel, Bruxelles, 14-16 février.
- 1954 : Cercle Artistique et Littéraire de Bruxelles, juin.
- 1959 : Palais des Beaux-Arts de Bruxelles, XXIIIème salon des peintres de la mer : Rétrospective Rodolphe Strebelle, 14 février - 1er mars.

### Expositions de Groupes[2]
- Belgique :
  - 1921 : Uccle Centre d'Art (membre fondateur).
  - 1922 : Pour l'Art, Cercle Artistique et Littéraire de Bruxelles (membre effectif).
  - 1928 : Société Royale belge des Aquarellistes, Palais des Beaux-Arts de Bruxelles.
  - 1929 : Nervia.
  - 1931 : Bon vouloir, Mons.
  - 1932 : Art Libre, Cercle Artistique et Littéraire de Bruxelles (membre fondateur)
  - 1933 : Als ik kan, Anvers.
  - 1935 : Exposition Universelle de Bruxelles, ainsi qu'en 1958.
  - 1949 : Peintre de la Mer, Palais des Beaux-Arts de Bruxelles.
  - 1950 : Artistes du Hainaut.
- Salons triennaux et quadriennaux d'Anvers, Liège et Gand
- Étranger :
  - 1922 : Salon d'Automne, Paris (France).
  - 1928 : Biennale Internationale de Venise (Italie), ainsi qu'en 1930, 1932 et 1948.
  - 1930 : Carnegie Institute, Pittsburgh (É.-U.).
  - 1930 : Art Belge en Angleterre, Musée de Brighton (R.-U.).
  - 1932 : Art Belge au Musée National de Riga (Lettonie).
  - 1937 : Exposition Universelle de Paris (France).
  - 1939 : Exposition Universelle de New-York (É.-U.).
  - 1953 : Biennale de Menton (France).

### Œuvres dans les collections publiques[2]
- Musées des Beaux-Arts: Belgique (Bruxelles, Charleroi, Anvers, Ixelles, Liège, Mons et Tounai), France (Grenoble), Italie (Venise), Lettonie (Riga).
- Administrations Communales de Namur[6], d'Uccle et de Molenbeek-Saint-Jean.
- La Collection de l'État belge.

## Postérité
- 1960 : Galerie Au Cheval de Verre, Bruxelles, 19-31 mars.
- 1960 : Centre Culturel et Artistique d'Uccle, Bruxelles, 13-26 janvier.
- 1961 : Galerie Serco, Hoeilaart, septembre - 15 octobre.
- 1981 : Musée d'ixelles, 13 février - 22 mars ; Musée de la Boverie de Liège, 1er avril - 3 mai ; Musée des Beaux-Arts de Tournai, 6 juin - 19 juillet.

### Monographies
- Bendère (de), Robert. Rodolphe Stebelle, collection "Artistes aujourd'hui", 1924, Paris-Bruxelles: Éditions Gauloise.
- Marlow, Georges. Rodolphe Strebelle, collection "Nos Artistes", 1925, Bruxelles: Éditions Savoir et Beauté.
- Maret, François. Rodolphe Strebelle, 1952, Anvers : De Sikkel ; Bruxelles : Éditions du Cercle d'Art, 15 p., 24 planches.
- Tolstoy, Marina. Rodolphe Strebelle 1880-1959, catalogue d'exposition, 1981, Musée d'Ixelles (Bruxelles), 72 p.

## Distinctions
- Officier de l'ordre de la Couronne (Belgique).
- Officier de l'ordre de Léopold II (Belgique).
- Chevalier de l'ordre de Léopold (Belgique).
- Chevalier de la Légion d'honneur en 1935 (Belgique).
- Officier de l'ordre des trois Étoiles de Lettonie.